# 3. deild karla
Il 3. deild karla è il quarto e (dal 2013) penultimo livello del campionato islandese di calcio. La squadra vincitrice dell'edizione 2019 è stata il Kordrengir.

## Formula
Fino alla stagione 2012, il campionato si giocava in due fasi: la prima è quella del girone all'italiana, in cui una squadra affronta tutte le altre due volte, e la seconda è quella dei play-off. La KSI, sfruttando il diritto di cambiare le regole ed il formato del campionato ogni anno, ha modificato dalla stagione 2013 il campionato.
La 3.deild karla, è dunque un girone nazionale con 12 squadre, mentre i 3 gironi vanno a comporre la quinta divisione nazionale, ossia la 4.deild karla.

## Squadre 2020
- Template:Calcio Arbaer
- Augnablik
- Einherji
- Elliði
- ÍH
- Kári
- KFG
- KFS
- Kormakur/Hvöt
- Magni
- Víðir Garði

## Albo d'oro
- 1997:  KS/Leiftur
- 1998:  Sindri Hofn
- 1999:  Afturelding
- 2000:  Haukar
- 2001:  HK Kópavogur
- 2002:  KFS
- 2003:  Víkingur Ólafsvík
- 2004:  Huginn
- 2005:  Reynis
- 2006:  Höttur
- 2007:  Víðir Garði
- 2008:  Hamrarnir
- 2009:  Völsungur
- 2010:  Árborg
- 2011:  KV
- 2012:  Sindri Hofn
- 2013:  KFF Fjarðabyggð
- 2014:  Höttur
- 2015:  Magni
- 2016:  Tindastóll
- 2017:  Kári
- 2018:  Dalvík/Reynir
- 2019:  Kordrengir
- 2020:  KV
- 2021: Hottur/Huginn
- 2022: Sindri
- 2023:  Reynis
- 2024:  Kári